# Pilar de les Forques
El Pilar de les Forques és una muntanya de 681 metres que es troba al municipi de Vallfogona de Riucorb, a la comarca de la Conca de Barberà.